# Número bicomplejo
Un número bicomplejo es un número escrito en la forma a + bi1 + ci2 + dj, donde i1, i2 y j son unidades imaginarias. Basándose en las reglas para la multiplicación de la unidad imaginaria, si tenemos que A = a + bi1 y B = c + di1, entonces el número bicomplejo resultante debe escribirse como A + Bi2. Los números bicomplejos son similares a números complejos, en los que las dos partes son de nuevo complejos en lugar de reales (de ahí el prefijo bi). Los números bicomplejos se reducen a complejos cuando A y B son números reales.

## Propiedades
Los números bicomplejos se diferencian de los cuaterniones ya que la multiplicación de los bicomplejos es tanto conmutativa como asociativa y distributiva sobre la suma. Dado esto y las reglas para la multiplicación de las unidades imaginarias, cualquier pareja de números bicomplejos pueden ser multiplicados.
La multiplicación de las unidades imaginarias está dada por las siguientes reglas:
- i1 · i1 = -1
- i2 · i2 = -1
- j · j = 1
- i1 · i2 = j
- i1 · j = -i2
- i2 · j = -i1

, lo que se puede resumir en la siguiente tabla de Cayley:
| ×  | 1  | i1  | i2  | j   |
| -- | -- | --- | --- | --- |
| 1  | 1  | i1  | i2  | j   |
| i1 | i1 | -1  | j   | -i2 |
| i2 | i2 | j   | -1  | -i1 |
| j  | j  | -i2 | -i1 | 1   |

La división no está definida para los números bicomplejos, ya que algunos son divisores de cero. Dicho de otra manera, los bicomplejos no forman un anillo sin divisor de cero, y, por tanto, no forman un anillo de división. Dos ejemplos de divisores de cero son {\displaystyle 1+j} y {\displaystyle i_{1}+i_{2}}, puesto que verifican {\displaystyle (1+j)(i_{1}+i_{2})=0}.
Entre las extensiones de números complejos a espacios vectoriales de cuatro dimensiones sobre {\displaystyle \mathbb {R} }, los bicomplejos se distinguen de los cuaterniones porque «sacrifican» la existencia de inversos multiplicativos y la integridad a cambio de la conmutatividad de la multiplicación.
- Datos: Q3052356